# Protolito

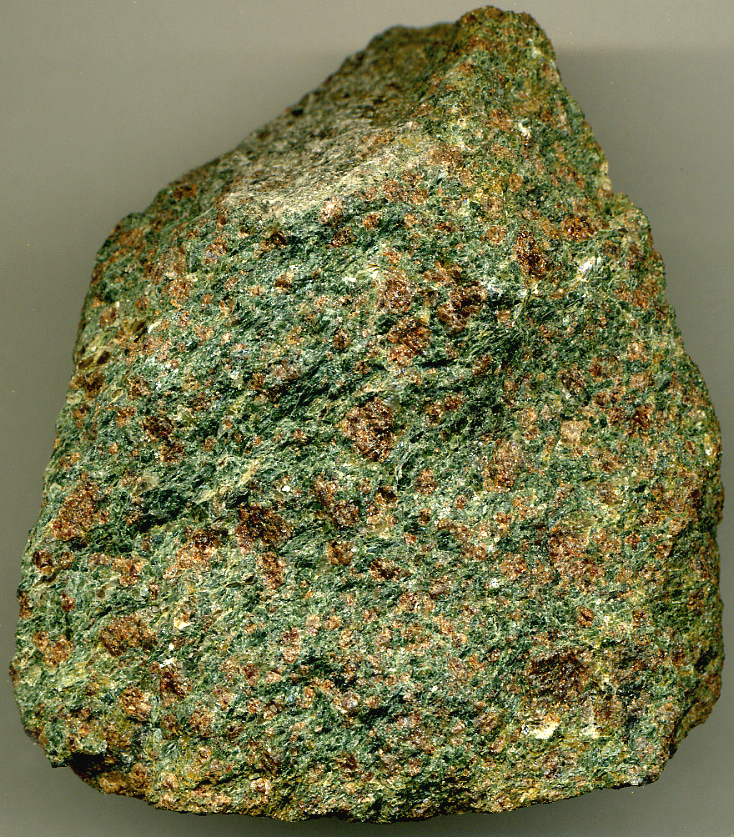
Ecoglita encontrada en Alemania

Se denomina protolito a una roca que es un precursor de una roca metamórfica, es decir, que representa su estado antes de sufrir los efectos del metamorfismo. Un ejemplo de protolito es el basalto, que puede ser el protolito de una eclogita, aunque no todas las eclogitas tienen al basalto como protolito. Puede haber 6 clases de protolitos:
1. Protolito Máfico: Rocas ígneas máficas
2. Protolito Ultramáfico: Rocas ígneas ultramáficas
3. Protolito Pelítico: Rocas sedimentarias ricas en arcilla
4. Protolito Cuarzoso: Rocas con cuarzo predominante
5. Protolito Cuarzofeldespático: Rocas con alto contenido en cuarzo y feldespato
6. Protolito Calcáreo: Rocas con alto contenido de carbonatos, por ejemplo la caliza